# 弦楽四重奏曲第13番 (ショスタコーヴィチ)
弦楽四重奏曲第13番変ロ短調Op.138は、旧ソ連の作曲家、ショスタコーヴィチの書いた、弦楽四重奏曲である。1970年に作曲された。弦楽四重奏曲には珍しい、単一楽章構成である。

## 初演
1970年12月13日にレニングラードでベートーヴェン弦楽四重奏団によってレニングラードのM.I.グリンカ記念小ホールで初演された。

## 曲の構成
Adagio-Doppio movimento-Tempo primo
演奏時間は約18分程度。

## 編成
- 第1ヴァイオリン
- 第2ヴァイオリン
- ヴィオラ
- チェロ